# BMW R 1150 R
La R 1150 R est un modèle de motocyclette du constructeur bavarois BMW.
Remplaçant la R 1100, la gamme R 1150 apparait en 2001. 
Le moteur est une évolution de celui de la 1100, l'alésage gagne 2 mm, ce qui permet à la cylindrée de grimper à 1 130 cm3, et de gagner 5 ch. La boîte passe à six rapports.
En 2003, pour fêter les 80 ans de la marque, BMW présente une version de la R 1150 R Rockster baptisée Edition 80. Limitée à 2 003 exemplaires, cette série spéciale se pare d'une peinture blanche zébrée de bleu, de clignotants blancs, de poignées chauffantes, de l'ABS et du freinage intégral.